# Oblomov (film)
Oblomov (in russo Несколько дней из жизни И. И. Обломова?, Neskol’ko dnej iz žizni I. I. Oblomova) è un film sovietico del 1980 diretto da Nikita Michalkov. Il film è stato successivamente distribuito in home video con il titolo Alcuni giorni della vita di I. I. Oblomov.
Il soggetto del film è tratto dal celebre romanzo Oblomov (1859) di Ivan Gončarov.

## Trama
Oblomov è un proprietario terriero che vive a Pietroburgo grazie alla rendita di una sua remota e trascurata tenuta di campagna. I suoi giorni trascorrono nella più totale inattività. Oblomov vive sdraiato su un emblematico divano, passando il tempo a dormire e sognare. Egli ha rinunciato alla carriera nella burocrazia, ritenuta inutile ed umiliante per l'uomo, ed è disgustato dalla vita di società, la quale gli appare come falsa, gretta e superba, nonché priva di scopi spirituali.
Nemmeno i ripetuti tentativi dell'amico d'infanzia Andrej Ivanovič Stolz, energico e laborioso figlio di un tedesco, e, soprattutto l'amore di Ol'ga Sergeevna, riescono a condurre Oblomov ad un cambio di vita. Infatti, dopo un momentaneo risveglio mosso dai sentimenti per Ol'ga, Oblomov inizierà a temere i cambiamenti fino a rinunciare all'amore della donna, la quale poi sposerà Stolz. Sul finire del film la voce narrante informerà che Oblomov, nel matrimonio con una vedova, troverà la serenità sempre desiderata, avrà un figlio, chiamato Andrej in onore di Stolz, e poi morirà a seguito di un colpo apoplettico.
Nel corso del film si odono più volte le note della Casta Diva di Vincenzo Bellini. Nel corso della scena finale, che vede il figlio di Oblomov correre lungo l'ampia pianura russa, si ode in sottofondo il Cantico di Simeone musicato da Sergej Rachmaninov.
Ha scritto, Giuseppe Randazzo: "È 
un capolavoro della cinematografia, Mikhalkov ha qui badato soprattutto di non tradire lo spirito, del racconto di Gonciarov e lo ha fatto con arguzia e fantasia. Poi, l'Oblomovismo non muore, qui, con Oblomov: si perpetua attraverso suo figlio, che fin dalla più tenera infanzia si accinge a ricalcare le orme paterne. Ed è su questo tremendo messaggio che si conclude il film, il cui valore è accresciuto dalla splendida fotografia di Pavel Lebesev".

## Riconoscimenti
Nel 1981 la pellicola si aggiudicò il National Board of Review Award al miglior film straniero.